# Qujiang
Qujiang léase Chi-Chiáng (en chino simplificado, 衢江区; pinyin, Qújiāng qū) es un distrito urbano bajo la administración directa de la ciudad-prefectura de Quzhou. Se ubica en la provincia de Zhejiang, este de la República Popular China. Su área es de 1747 km² y su población total para 2010 superó los 300 mil habitantes.

## Administración
El distrito de Qujiang se divide en 20 pueblos que se administran en 2 subdistritos, 10 poblados y 8 villas